# Authari
Authari (auch Autari, Authachar, Otharius; * um 540; † 5. September 590 in Pavia) war von 584 bis 590 König der Langobarden.

## Leben
Authari war Sohn des Königs Cleph aus dem Geschlecht des Beleos. Wahrscheinlich war dessen Frau Masane seine Mutter.
Nachdem Cleph 574 gestorben war, weigerten sich die auf Unabhängigkeit bedachten langobardischen duces (Herzöge), einen Nachfolger zu bestimmen, sodass es zu einer zehnjährigen herrscherlosen Zeit, einem Interregnum, kam.

### Konsolidierung in Italien
Erst 584, als Italien durch ein fränkisch-byzantinisches Bündnis bedroht war, einigte man sich auf die Wahl Autharis zum König der Langobarden. Dem Königtum fehlte jedoch die materielle Grundlage, sodass die Herzöge die Hälfte ihres Grundbesitzes an Authari abtraten, damit dieser die „Staatsgeschäfte“ finanzieren konnte. Um seine Herrschaft über Italien zu legitimieren, nahm Authari den römischen Gentilnamen Flavius an; dieser war in der Spätantike faktisch zu einem Titel geworden, der die Zugehörigkeit seines Trägers zur Reichselite demonstrierte.
Um 585 war der langobardische dux Droctulft zu den Byzantinern übergelaufen und hatte sich in der Stadt Brexillus (Brescello) verschanzt. Authari eroberte die Stadt und ließ die Mauern schleifen. Droctulft floh zum Exarchen Smaragdus nach Ravenna und befreite in dessen Diensten den Hafen Classis von den Langobarden. Darauf schloss Authari mit Smaragdus einen dreijährigen Frieden.
König Authari schickte dux Ewin von Trient im Jahr 587 mit einem Heer ins byzantinische Istrien. Ewin plünderte und brandschatzte die Region, bevor er einen einjährigen Frieden schloss und mit einer großen Tributzahlung zu Authari zurückkehrte. Auch die Insel Comacina im Comersee wurde von den Langobarden nach 6-monatiger Belagerung eingenommen. Dem byzantinischen magister militum (Heermeister) Francio wurde ein ehrenvoller Rückzug nach Ravenna gestattet.

### Gesetzgebung
Autharis Herrschaft bewirkte einen allgemeinen Landfrieden, von dem insbesondere die romanische Bevölkerung dadurch profitierte, dass deren Abgabepflichten geregelt wurden und willkürliche Plünderungen unterblieben. Paulus Diaconus beschrieb diese Phase als das „Goldene Zeitalter“.
Der katholische Glauben der Romanen wurde zwar toleriert, doch bestand ein ausdrückliches Verbot, langobardische Kinder katholisch zu taufen.

### Heiratspolitik
Um die fränkisch-langobardischen Beziehungen zu verbessern, wollte der Arianer Authari Chlodosuintha heiraten, eine Schwester des katholischen Königs Childebert II., doch dieser löste die Verlobung später wieder. Wahrscheinlich im Jahr 588 griff Childebert die Langobarden an, wurde von Autharis Heer geschlagen und zog sich unter hohen Verlusten zurück.
Angesichts der fränkischen Aggression suchte Authari nun ein Bündnis mit Bayern und arrangierte seine Verlobung und Hochzeit 589 mit Theudelinde, der Tochter des bayerischen dux Garibald I. und der Walderada, somit Enkelin des Langobardenkönigs Wacho. Einerseits schützten diese Familienbande das Reich im Nordosten, andererseits verband sich Authari dadurch mit der königlichen Dynastie der Lethinger und verschwägerte sich mit dem mächtigen dux Ewin von Trient. Als der bayerische Herzog Garibald I. im Jahre 589 von Childebert II. bedroht wurde, schickte er seine Kinder Gundoald und Theudelinde nach Italien zu ihrem Schwager Ewin (Eoin) von Trient. Am 15. Mai 589 heiratete König Authari auf dem Sardisfeld bei Verona Theodelinde und setzte deren Bruder Gundoald zum dux von Asti ein.

### Krieg mit den Franken und Byzanz
Nicht alle langobardische duces standen hinter ihrem König. Der neue Exarch Romanus befreite in den Jahren 589 und 590 die Umgebung Ravennas von den Langobarden. Er gewann Altinum, Modena und Mantua zurück, und erreichte, dass die langobardischen Herzöge von Parma, Reggio und Piacenza sich dem römischen Reiche unterwarfen und ihre Söhne als Geiseln stellten.
Childebert II. griff 590 mit 20 duces das Langobardenreich an. Das Heer marschierte in zwei getrennten Verbänden. Ein Teil unter Audovald und sechs anderen Herzogen drang bis Mailand vor, erlitt in kleineren Gefechten einige Verluste, doch lief auch Mimulf, der dux der Insel des hl. Julius im Ortasee, zu den Franken über. Die Langobarden zogen sich in befestigte Städte zurück und verschanzten sich.
Ein anderer Teil des Heeres unter Cedinus (auch Chedinus) und dreizehn weiteren duces drang von Nordosten in Ewins Herzogtum ein. Fünf castella (kleinere Befestigungen) sowie die castra (größere Befestigungen, „Burgen“) Tesana (Tisens), Maletum (Mölten), Sermiana (Sirmian), Appianum (Eppan), Fagitana (Faedo), Cimbra (Cembra), Vitianum (Vezzano), Bremtonicum (Brentonico), Volaenes (Volano), Ennemase (ungeklärt), zwei Befestigungen im Alsuca (Valsugana) und eine in Verona wurden erobert. Die Einwohner wurden als Gefangene verschleppt, doch gelang es den Bischöfen Ingenuinus de Savione (Säben) und Agnellus von Tridentum (Trient) im Mai 591, einen Frieden zu vermitteln und die Bewohner von Ferrugis (Verruca) gegen ein Lösegeld frei zu kaufen. Als im Heer der Franken die Ruhr ausbrach, zogen sie sich zurück. Ein Brief des byzantinischen Exarchen Romanus an Childebert belegt, dass Cedinus einen 10-monatigen Frieden schloss und sich über die Alpen zurückzog. Letztendlich scheiterte der fränkisch-byzantinische Angriff an der mangelnden Koordination der beiden Verbündeten.

### Tod und Nachfolge
Kurz darauf sandte Authari eine Gesandtschaft zu den Frankenkönigen Guntram I. von Burgund und Childebert von Austrasien, um einen Frieden auf „königlicher Ebene“ auszuhandeln. König Authari starb kinderlos vor Abschluss der Verhandlungen am 5. September 590 in Pavia; man nimmt an, dass er vergiftet wurde. Nachfolger wurde Agilulf, der Herzog von Turin.

## Sagen und Rezeption

### Autharis Brautfahrt
Der durch Paulus Diaconus überlieferten Sage nach ging Authari inkognito auf Brautschau an den bayerischen Hof. Erst beim Heimritt …
richtete sich Authari, so sehr er konnte, auf dem Pferde auf und stieß mit aller Macht die Streitaxt, die er in der Hand trug, in einen nahestehenden Baum und ließ sie darin stecken, und sprach: „Solche Hiebe führt Authari!“ Wie er das gesprochen hatte, erkannten die Bayern, die ihm das Geleit gaben, dass er der König Authari selber sei.
Die Sage wurde von den Brüdern Grimm 1818 in die Deutschen Sagen aufgenommen. Der Dichter und Germanist Wilhelm Hertz schrieb 1859 das Gedicht König Authari’s Brautschau. Friedrich von Bodenstedt schrieb 1860 ein Lustspiel gleichen Namens.

### Autharis Landnahme
Authari soll die Regionen Spoleto und Benevento in Besitz genommen und bis Reggio an der Südspitze Italiens geritten sein. Dort berührte er mit seiner Lanze eine Säule in der Brandung und soll dabei gerufen haben: „Bis hierher sollen die Grenzen der Langobarden reichen“. Auch diese Sage von Autharis Säule nahmen die Brüder Grimm in ihre Deutschen Sagen auf.